# ウンクイロサウルス
ウンクイロサウルス（Unquillosaurus　"ウンキヨ川のトカゲ"の意味）はアルゼンチンで発見された、白亜紀後期に生息した獣脚類の恐竜の属である。唯一恥骨（骨盤の骨）の化石のみが知られており、全長は2〜3mと推定されている。

## 発見と命名
タイプ種Unquillosaurus ceibaliiは1979年ハイメ・エドゥアルド・パウエルにより記載された。属名はウンキヨ川（river Unquillo）より派生している。種小名はエルセイバール（ El Ceibal）の町にちなんで命名された
ホロタイプ標本'PVL 3670-11ロスブランキトス累層（en）のアロヨ-モルテリトにあるカンパニア期の地層から発見された。この標本は長さ514 mmの左側の恥骨である。2004年、フェルナンド・ノヴァス（Fernando Novas）とフェデリコ・アグノリンにより再研究がなされた。彼らは恥骨の向きが誤って解釈されていたと結論付けた。そして遡って指摘し、腸骨の恥骨のための脚とずれた場所にくっついた状態だったと示した。

## 分類
1986年、パウエルは最初にウンクイロサウルスをカルノサウルス類に分類した。
2004年、ノヴァスとアグノリンは後方を向いた恥骨を持つ骨盤の特徴からウンクイロサウルスがマニラプトル類か少なくともマニラプトル形類であり、鳥群か鳥に似たアルヴァレスサウルス類に近縁で、おそらく基盤的メトルニス類（Metornithes）の鳥であるとした。しかし、2006年にノヴァスはマニラプトル類のドロマエオサウルス科に属してる可能性があるとの見解を述べている。
2012年、Carranoらはウンクイロサウルスがギガノトサウルスと多くの類似点を持っていることを発見し、再びウンクイロサウルスをカルノサウルス類、具体的にはカルカロドントサウルス類に分類した。

## 参照
1. ↑  HyperWorks Reference Software (1999), "The Dinosaur Encyclopedia: Unquillosaurus", viewed December 07, 2012.
2. ↑   “Unquillosaurus”. www.prehistoric-wildlife.com. 2023年4月5日閲覧。
3. 1 2  Powell, J.E. (1979). "Sobre una asociación de dinosaurios y otras evidencias de vertebrados del Cretácico Superior de la región de La Candelaria, Prov. de Salta, Argentina" ["On a dinosaur association and other evidinces of Upper Cretaceous vertebrates from the La Candelaria region, Salta Province, Argentina."] Ameghiniana, 16(1-2): 191-204. (In Spanish: English translation by Matthew Carrano, SUNY at Stony Brook, 8/99).
4. 1 2  Novas and Agnolin, (2004). "Unquillosaurus ceibalii Powell, a giant maniraptoran (Dinosauria, Theropoda) from the Late Cretaceous of Argentina." Rev. Mus. Argentino Cienc. Nat., n.s. 6(1): 61-66.
5. ↑  Powell, J.E., 1986. Revision de los titanosauridos de America del Sur Argentina. Universidad Nacional de Tucuman, Argentina
6. ↑  R.D. Martínez and F.E. Novas, 2006, "Aniksosaurus darwini gen. et sp. nov., a new coelurosaurian theropod from the early Late Cretaceous of central Patagonia, Argentina", Revista del Museo Argentino de Ciencias Naturales, nuevo serie 8(2): 243-259
7. ↑  Matthew, Carrano (2012). “The phylogeny of Tetanurae (Dinosauria: Theropoda)”. Journal of Systematic Palaeontology 10 (2):  211–300. doi:10.1080/14772019.2011.630927.